# Трупоед чёрный
Трупоед чёрный (лат. Necrodes littoralis) — вид жуков-мертвоедов из подсемейства Silphinae. Распространён в палеарктическом регионе, исключая лишь северные территории России.
Продолговатые жуки черного цвета. Длина тела взрослых насекомых 15—35 мм. Тело чёрное, блестящее. Надкрылья полностью чёрные, матовые, с блестящими плечевыми бугорками и килями. Три членика булавы усиков жёлто-красные. Три последних членика усиков красноватые. Верхняя сторона тела густо точечная. На каждом из надкрылий имеется по три рёбрышка, которые доходят до вершины. Переднеспинка почти круглая с небольшим вырезом по переднему краю. Каждое надкрылье имеет 3 продольных ребра. Вершины надкрылий усечены и не прикрывают собой пропигидий. Крылья развиты. Тазики средних ног широко расставлены, а задние бедра у самцов сильно расширены.
Обитают в лесах и за их пределами, в гумидных стациях, на пашнях и в пригородных местностях, где встречаются на крупной падали массой
более 30 кг. Активны с апреля по октябрь. Самка откладывает яйца в весенний период.